# Bahacecha
Bahacecha, pleme s rijeke Colorado u Arizoni koje je Oñate posjetio 1604. u kraju između Bill Williams Forka i Gile. prema njegovim riječima jezik im je gotovo isti kao i onaj Mohave Indijanaca s kojima su graničili. Kuće su im bile niske i prekrivene zemljom.
Bahacecha se ne mogu identificirati ni s jednim poznatim yumanskim plemenom, a na njihovom području 1776. živi pleme poznato kao Alchedoma (Halchidhoma).